# Ancón de Sardinas
Ancón de Sardinas ist eine Parroquia rural („ländliches Kirchspiel“) und eine Ortschaft im Kanton San Lorenzo der Provinz Esmeraldas in Nordwest-Ecuador. Der Verwaltungssitz befindet sich in Palma Real (alternative Schreibweise: Palmarreal). Die Parroquia besitzt eine Fläche von 39,43 km². Beim Zensus 2010 betrug die Einwohnerzahl 1814. Für 2015 wird eine Einwohnerzahl von 2201 angegeben. Die Bevölkerung bestand aus 40 % Afroecuadorianern, 34,5 % Schwarzen (Negros), 10,8 % Mulatten sowie 12 % Mestizen.

## Lage
Die Parroquia Ancón de Sardinas umfasst die Inseln Isla San Pedro, Isla Changuaral, Isla Pambural, Isla Palma Real und Isla Pichangal. Die Meeresstraße Canal La Caida trennt die Inseln im Osten zum Festland. Nördlich der Inseln befindet sich die Mündung des Río Mataje. Der Hauptort Palma Real befindet sich an der Nordküste der Insel Isla San Pedro knapp 18 km nordnordwestlich vom Kantonshauptort San Lorenzo.
Die Parroquia Ancón de Sardinas grenzt im Norden an Kolumbien, im Osten und im Süden an die Parroquia San Lorenzo sowie im Südwesten an die Parroquia Pampanal de Bolívar (Kanton Eloy Alfaro).

## Orte und Siedlungen
Neben dem Hauptort Palma Real (etwa 1550 Einwohner) gibt es folgende Recintos in der Parroquia: Cauchal (500 Einwohner), Changuaral (53 Einwohner), El Viento (48 Einwohner) und Punta de Miguel (50 Einwohner).

## Allgemeines
Die Ortschaft liegt inmitten des Mangrovensumpf-Naturschutzgebiets Reserva Ecológica Manglares Cayapas Mataje auf der Isla San Pedro und bildet die nördlichste Ansiedlung von Ecuador. Direkt nördlich jenseits des Grenzflusses Río Mataje liegt Kolumbien. Das Dorf unterhält einen Beobachtungsposten, sodass ecuadorianische Grenzsoldaten Drogenschmuggel und Piraterie im Grenzgebiet beobachten können.
Die Einwohner der Ansiedlung stammen vor allem von im 16. Jahrhundert durch Spanier importierten Sklaven ab, die sich in die Mangrovensümpfe geflüchtet hatten und dann dort sesshaft wurden.
Die Lage des Fischer- und Holzbauerndorfs hat sich seit den 1980er Jahren stetig verschlechtert, da der Einsatz von Pestiziden und Antibiotika in den Palmenplantagen und Shrimp-Farmen außerhalb des Mangroven-Schutzgebiets den dortigen Fischbestand komplett zusammenbrechen ließ. Das wichtigste lokal auffindbare Nahrungsmittel waren 2001 Muscheln, von denen die Einheimischen lebten.